# Mikhail Zaritskiy
Mikhail Zaritskiy (Leningrád, Szovjetunió, 1973. szeptember 3. –) orosz-luxemburgi labdarúgó.